# Bernardino Ochino

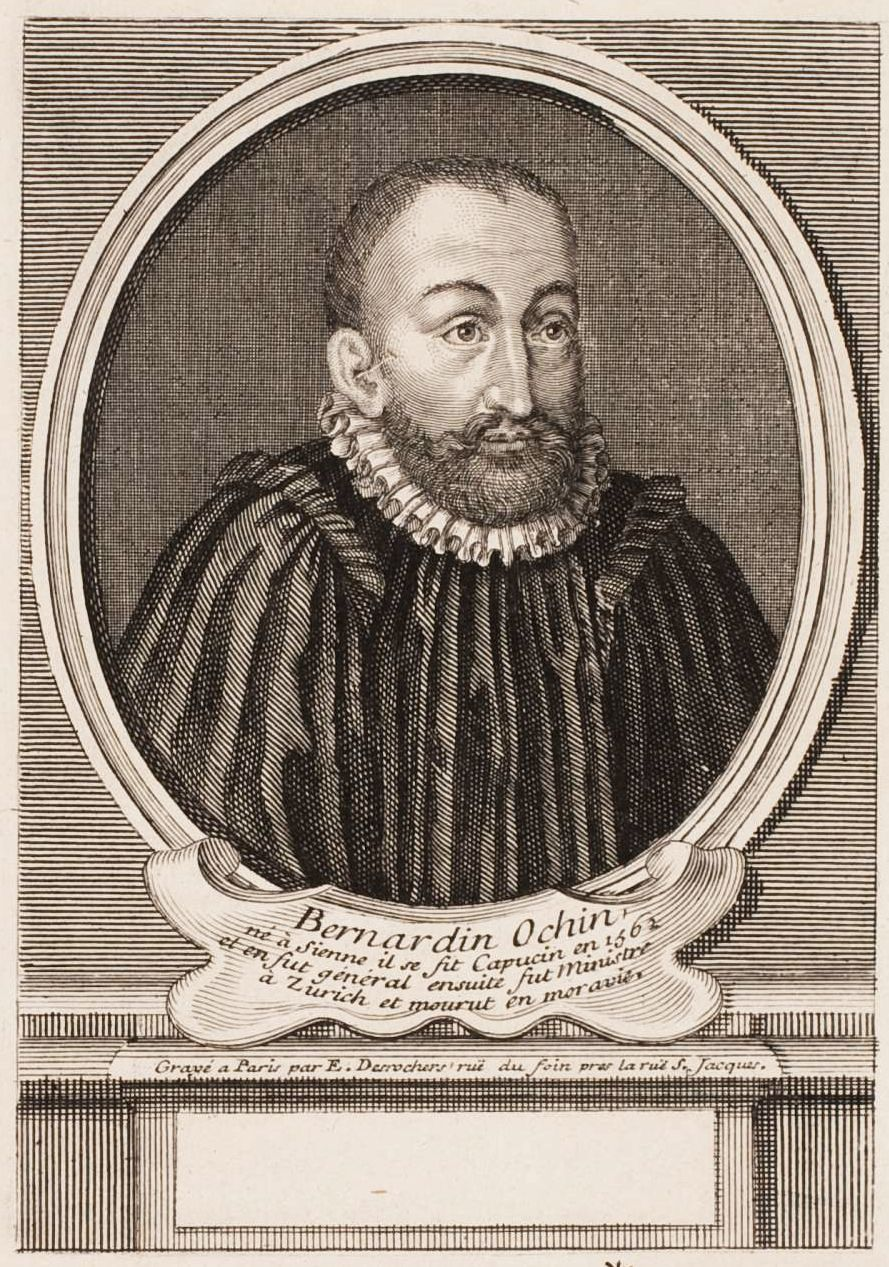
Bernardino Ochino

Bernardino Ochino oder Bernardino Occhino (* 1487 in Siena; † 1564 in Austerlitz in Mähren) war ein reformatorischer Theologe aus Italien, der in der Schweiz, Augsburg, Straßburg und London als evangelischer Pfarrer wirkte.

## Leben und Wirken
Bereits in jungen Jahren wurde er Franziskaner, 1534 wechselte er in den neu gegründeten, strengeren Kapuzinerorden. 1538 wurde er dessen Generalvikar. Ein moralischer Lebenswandel und begeisterte Predigten erwarben ihm den Ruf eines Heiligen. Durch Kontakte mit dem Spanier Juan de Valdés, der mit Karl V. in Deutschland gewesen war, dem Augustinerprior Pietro Martire Vermigli, der Dichterin Vittoria Colonna, dem Kardinal Gasparo Contarini und Caterina Cybo lernte er die neuen Lehren der deutschen Reformation schon früh kennen und schätzen. Besonders zur Rechtfertigung allein aus Glauben, einem Hauptthema der Reformation, predigte er und bekannte sich 1542 erstmals in Venedig offen zu dieser neuen Lehre.
Als er 1542 vom Papst wegen Häresieverdachts nach Rom geladen wurde, floh er zuerst ins bündnerische Chiavenna, dann nach Zürich, wo er nur wenige Tage blieb und mit dem dortigen Reformator Heinrich Bullinger in Kontakt kam. Dann zog er weiter nach Genf, wo er drei Jahre blieb, eine Italienerin aus Lucca heiratete, mit Jean Calvin in eine freundschaftliche Beziehung trat, Pfarrer der italienischen Gemeinde wurde, predigte und auch publizierte. 1545 reiste er weiter nach Basel und Augsburg, wo er auch Pastor der dortigen italienischsprachigen Gemeinde wurde. Aus konfessionspolitischen Gründen (Schmalkaldischer Krieg) musste er 1547 nach Straßburg ziehen, wo er erneut mit Peter Martyr Vermigli zusammentraf. Vom englischen Reformator Thomas Cranmer wurden sie zusammen mit Martin Bucer nach London eingeladen. Dort erhielt er eine Pension von König Eduard VI. und wurde – wie an seinen bisherigen Aufenthaltsorten – Prediger der italienischsprachigen evangelischen Gemeinde.
1553 musste Ochino wegen der neuen katholischen Königin Maria Tudor England verlassen und kehrte in die Schweiz nach Genf und Basel zurück. 1554 weilte er erneut im bündnerischen Chiavenna, wo ihn der Reformator Agostino Mainardi aufnahm, um den sich eine große evangelische Gemeinde gebildet hatte. 1555 kam er wieder nach Basel und danach nach Zürich, wo er in der Kirche St. Peter Pfarrer der soeben vertriebenen evangelischen Gemeinde Locarnos wurde.
Ochino war ein eigenständiger Denker, nonkonformistischer Schreiber und kritisierte daher auch Ungereimtheiten und Missstände im reformierten Genf und Zürich. Die Zürcher Regierenden verlangten, dass seine Bücher vorgängig zensuriert würden. Er umging das, und sein Buch Dreissig Dialoge erregte wegen des 21. Dialogs Anstoss, der die Viel- und die Einehe offen behandelte. Zudem wurde ihm – vermutlich zu Unrecht – Antitrinitarismus vorgeworfen. So schien er unhaltbar und wurde vom Rat Zürichs am 2. Dezember 1563 wegen Ketzerei verbannt. Kurz zuvor war seine Frau durch einen Sturz gestorben. Mit seinen vier Kindern musste er Zürich verlassen und ging nach Nürnberg. Er zog im Frühling 1564 weiter nach Polen und fand als angeblicher Ketzer keine feste Bleibe mehr. Nach dem Tod dreier seiner Kinder starb auch er im Dezember 1564 im mährischen Slavkov  an der Pest.

## Werke
- Prediche di Bernardino Ochino da Siena, Jean Girard, Genf 1542
- Bernardini Ochini Senen. Responsio ad Mutium Justinopolitanum, qua rationem reddit sui discessus ab Italia, Jean Girard, Genf 1543
- Epistola magistri Hieronimi Lucensis, ad Bernadinum Ochinum Senensem: cum responsione eiusdem Bernardini, Girolamo Frediani, Jean Girard, Genf 1543
- Epistola di Bernardino Ochino, alli molti magnifici signore, li Signori di Balia della citta di Siena, Jean Girard, Genf 1543
- Expositione di Bernardino Ochino di Siena, sopra la epistola di S. Paulo alli Romani, Jean Girard, Genf 1545
- De amplitudine misericordiae Dei absolutissima Oratio Item, Sermones tres D. Bernardini Occhini, de Officio Christiani principis, eodem interprete. Item, Sacrae Declamationes quinque: Ad Sereniss. & clementiss. Angliae Regem Eduardum VI., mit Marsilio Andreasi, Coelius Horatius Curius und Heinrich Pantaleon, Johannes Oporinus, Basel 1550
- Apologues, esquels se descouvrent les abuz, folies, superstitions, erreurs, idolatries, et impietez de la synagogue du pape: et specialement des prestres, Jean Girard, Genf 1554
- Apologi nelli quali si scuoprano li abusi, schiocheze, superstitioni, errori, idolatrie ed impietà della sinagoga del Papa. Et spetialmente de suoi preti, Jean Girard, Genf 1554
- La quarta parte delle prediche di M. Bernardino Occhino, non mai piu stampate, nelle quali con mirabile ordine si tratta dell' anima & di diverse cose, Michael Isengrin und Pietro Perna, Basel 1555 (?)
- Bernardini Ochini Senensis viri doctissimi, de purgatorio dialogus, mit Taddeo Duno, Andrea und Jacobo den Gessneren Gebrüder, Zürich 1555/1556 (deutsch mit Ulrich Zwingli: Dialogus, das ist ein Gespräch von dem Fägfheür, in welchem der Bäpstleren torechtigen und falschen Gründ, das Fägfheür zeerhalten, widerlegt werdend)
- Antithesis de praeclaris Christi et indignis Papae facinoribus, cum Dei decalogis mandatis Antichristi oppositis, cumque utriusque morum descriptione, mit Simon du Rosier, Zacharie Durant, Genf 1557
- Conseils et advis de plusieurs excellens personnages, sur le proces des temporiseurs. Et comment les fideles se doivent maintenir demourans en terre de: Crespin, Jean; Poupin, Abel; Luther, Martin; Oecolampadius, Joannes; Zwingli, Ulrich; Bucer, Martin; Vermigli, Pietro Martire; Calvin, Jean; Sultzer, Simon; Laski, Jan; Ochino, Bernardino; Curione, Celio Secondo; Viret, Pierre; Borrhaeus, Martinus; Myconius, Oswald; Musculus, Wolfgang; Alexandre, Pierre, Jean Crespin, Genf 1558
- Dialogue de M. Bernardin Ochin Senois, touchant le purgatoire, Antoine Cercia, Genf 1559
- Il Catechismo, o vero institutione christiana, Pietro Perna, Basel 1561
- Bernardini Ochini Senensis liber de corporis Christi praesentia in Coenae Sacramento In quo acuta est tractatio de Missae origine atque erroribus: itemque altera de Conciliatione controversiae inter reformatas Ecclesias: Cui adiunximus eiusdem authoris Labyrinthos de Divina Praenotione, & libero seu servo hominis Arbitrio: Omnia nunc primum ex Italico in Latinum sermonem translata, Pietro Perna, Basel 1561 (?)
- Prediche del R. Padre Don Serafino da Piagenza, ditte laberinti del libero, o ver servo arbetrio, prescienza, predestinatione, & libertà divina, ... Molto utili alla salute, non mai piu viste in luce, Pietro Perna, Pavia und Basel 1561
- Antithese des faicts de Jesus Christ et du pape: mise en vers françois. Ensemble les traditions et decrets du Pape, opposez aux commandemens de Dieu, mit Simon du Rosier, Goulart, Eustache Vignon, Genf 1578
- Bernardini Ochini Senensis Dialogi XXX. In duos libros diuisi quorum primus est de Messia, continet(que) dialogos XVIII, Secundus est, cum de rebus varijs, tum potissimum de Trinitate: Quorum argumenta in secunda utrius(que) libri pagina inuenies, Sébastien Châteillon, Basel; für Pietro Perna, 1613 (?)